# Franco Morbidelli
Franco Morbidelli (Roma, 4 de dezembro de 1994) é um motociclista ítalo-brasileiro que participa na categoria da MotoGP com a equipe Pramac Racing Ducati. Em 2013 coroou-se campeão no campeonato europeu da Superstock 600 aos comandos de uma Kawasaki ZX-6R. Franco Morbidelli não tem nenhum grau de parentesco com o ex-piloto de Fórmula 1 Gianni Morbidelli.

## Estatísticas

### Por temporada
| Temporada | Categoria | Moto   | Equipe                        | Nº | Corridas | Vitórias | Pódios | Poles | Voltas rápidas | Pontos | Posição |
| --------- | --------- | ------ | ----------------------------- | -- | -------- | -------- | ------ | ----- | -------------- | ------ | ------- |
| 2013      | Moto2     | Suter  | Federal Oil Gresini Moto2     | 94 | 3        | 0        | 0      | 0     | 0              | 0      | NC      |
| 2014      | Moto2     | Kalex  | Italtrans Racing Team         | 21 | 18       | 0        | 0      | 0     | 0              | 75     | 11º     |
| 2015      | Moto2     | Kalex  | Italtrans Racing Team         | 21 | 14       | 0        | 1      | 0     | 2              | 90     | 10º     |
| 2016      | Moto2     | Kalex  | Estrella Galicia 0,0 Marc VDS | 21 | 18       | 0        | 8      | 0     | 3              | 213    | 4º      |
| 2017      | Moto2     | Kalex  | EG 0,0 Marc VDS               | 21 | 18       | 8        | 12     | 6     | 8              | 308    | 1º      |
| 2018      | MotoGP    | Honda  | EG 0,0 Marc VDS               | 21 | 16       | 0        | 0      | 0     | 0              | 50     | 15º     |
| 2019      | MotoGP    | Yamaha | Petronas Yamaha SRT           | 21 | 19       | 0        | 0      | 0     | 0              | 115    | 10º     |
| 2020      | MotoGP    | Yamaha | Petronas Yamaha SRT           | 21 | 14       | 3        | 5      | 2     | 1              | 158    | 2º      |
| 2021      | MotoGP    | Yamaha | Petronas Yamaha SRT           | 21 | 8        | 0        | 1      | 0     | 0              | 40     | 17º     |
| 2021      | MotoGP    | Yamaha | Monster Energy Yamaha MotoGP  | 21 | 5        | 0        | 0      | 0     | 0              | 7      | 17º     |
| 2022      | MotoGP    | Yamaha | Monster Energy Yamaha MotoGP  | 21 | 20       | 0        | 0      | 0     | 0              | 42     | 19º     |
| 2023      | MotoGP    | Yamaha | Monster Energy Yamaha MotoGP  | 21 | 0        | 0        | 0      | 0     | 0              | –      |         |
| Total     |           |        |                               |    | 153      | 11       | 27     | 8     | 14             | 1098   |         |

* Temporada atual.

### Carreiras por ano
| Ano  | Categoria | Moto   | 1      | 2       | 3       | 4       | 5      | 6       | 7       | 8      | 9       | 10      | 11     | 12     | 13      | 14      | 15     | 16     | 17      | 18      | 19      | Pos    | Pts |    |
| ---- | --------- | ------ | ------ | ------- | ------- | ------- | ------ | ------- | ------- | ------ | ------- | ------- | ------ | ------ | ------- | ------- | ------ | ------ | ------- | ------- | ------- | ------ | --- | -- |
| 2013 | Moto2     | Suter  | QAT    | AME     | SPA     | FRA     | ITA    | CAT     | NED     | GER    | IND     | CZE     | GBR    | RSM 20 | ARA     | MAL     | AUS    | JPN 18 | VAL 17  |         |         | NC     | 0   |    |
| 2014 | Moto2     | Kalex  | QAT 25 | AME 17  | ARG 13  | SPA 20  | FRA 10 | ITA 10  | CAT 21  | NED 24 | GER 6   | IND Ret | CZE 8  | GBR 6  | RSM 7   | ARA 5   | JPN 7  | AUS 13 | MAL Ret | VAL 21  |         | 11º    | 75  |    |
| 2015 | Moto2     | Kalex  | QAT 5  | AME 5   | ARG 5   | SPA 6   | FRA 5  | ITA Ret | CAT 8   | NED 19 | GER Ret | IND 3   | CZE 10 | GBR    | RSM     | ARA     | JPN    | AUS 11 | MAL 15  | VAL Ret |         | 10º    | 90  |    |
| 2016 | Moto2     | Kalex  | QAT 7  | ARG 25  | AME 14  | SPA 4   | FRA 4  | ITA 8   | CAT 11  | NED 3  | GER Ret | AUT 2   | CZE 8  | GBR 2  | RSM 5   | ARA 3   | JPN 3  | AUS 2  | MAL 2   | VAL 3   |         | 4º     | 213 |    |
| 2017 | Moto2     | Kalex  | QAT 1  | ARG 1   | AME 1   | SPA Ret | FRA 1  | ITA 4   | CAT 5   | NED 1  | GER 1   | CZE 8   | AUT 1  | GBR 3  | RSM Ret | ARA 1   | JPN 8  | AUS 3  | MAL 3   | VAL 2   |         | 1º     | 308 |    |
| 2018 | MotoGP    | Honda  | QAT 12 | ARG 14  | AME 21  | SPA 9   | FRA 13 | ITA 15  | CAT 14  | NED    | GER     | CZE 13  | AUT 19 | GBR C  | RSM 12  | ARA 11  | THA 14 | JPN 11 | AUS 8   | MAL 12  | VAL Ret | 15º    | 50  |    |
| 2019 | MotoGP    | Yamaha | QAT 11 | ARG Ret | AME 5   | SPA 7   | FRA 7  | ITA Ret | CAT Ret | NED 5  | GER 9   | CZE Ret | AUT 10 | GBR 5  | RSM 5   | ARA Ret | THA 6  | JPN 6  | AUS 11  | MAL 6   | VAL Ret | 10º    | 115 |    |
| 2020 | MotoGP    | Yamaha | SPA 5  | ANC Ret | CZE 2   | AUT Ret | EST 15 | RSM 1   | EMI 9   | CAT 4  | FRA Ret | ARA 6   | TER 1  | EUR 11 | VAL 1   | POR 3   |        |        |         |         |         | 2º     | 158 |    |
| 2021 | MotoGP    | Yamaha | QAT 18 | DOH 12  | POR     | SPA     | FRA    | ITA     | CAT     | GER    | NED     | AUT     | GBR    | ARA    | RSM     | JPN     | THA    | AUS    | MAL     | VAL     |         | 17º    | 47  |    |
| 2022 | MotoGP    | Yamaha | QAT 11 | INA 7   | ARG Ret | AME 5   | POR    | SPA     | FRA     | ITA    | CAT     | GER     | NED    | AUT    | GBR     | ARA     | RSM    | JPN    | THA     | AUS     | MAL 11  | VAL 10 | 19º | 42 |

* Temporada atual.